# Diphros
Ein Diphros war eine Sitzgelegenheit in der griechischen Antike.
Der Diphros ist ein Hocker mit vier zumeist gedrechselten Beinen. Es ist ein Sitzmöbel sowohl der Götter und Heroen, als auch einfacher Menschen. Er ist aus vielen Darstellungen der antiken Kunst bekannt. Erste Darstellungen finden sich auf Bildern aus der geometrischen Vasenmalerei. Bekannte Darstellungen finden sich auch am Westfries des Siphnierschatzhauses in Delphi und dem Ostfries des Parthenon. Vielfach findet er sich in Werkstattszenen. Der Diphros kann sowohl aus einfachem Holz, als auch aus teurem Ebenholz hergestellt werden. Aus den Schatzlisten des Parthenon sind auch Diphroi mit silbernen Füßen bekannt.